# Istathesyssel
Istathesyssel war eine nach dem Ort Idstedt benannte historische Verwaltungseinheit, die eine Anzahl von Harden zusammenfasste.

## Geschichte
Das Erdbuch von Waldemar II. verzeichnete im Jahr 1231 den südlichen Teil des Herzogtum Schleswig als Istathesyssel. Es enthielt folgende Gebiete:
1. Wiesharde
2. Husbyharde
3. Nieharde
4. Schliesharde
5. Struxdorfharde
6. Uggelharde

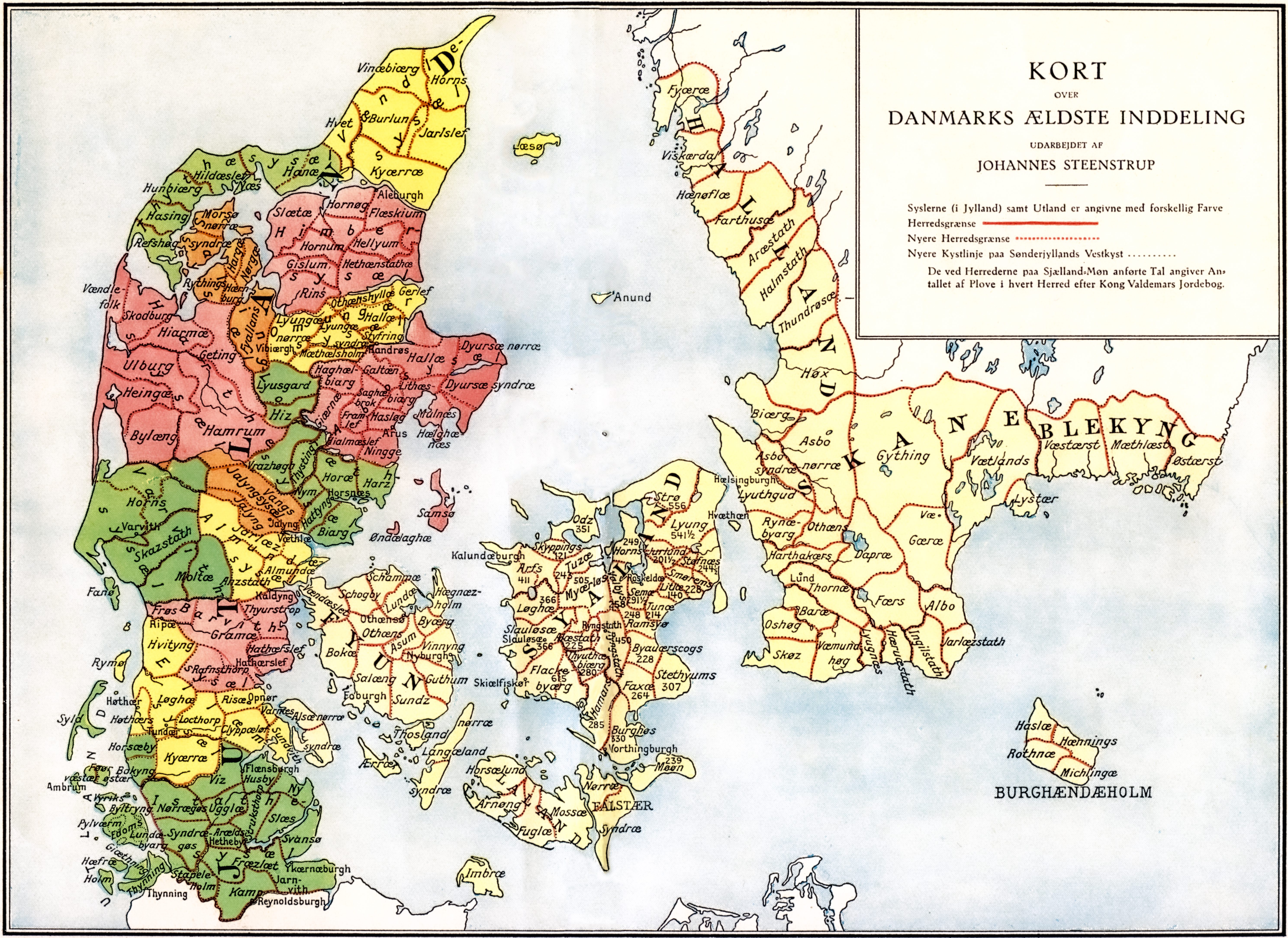
Verwaltungsgliederung Dänemarks zur Zeit König Waldemars

7. Nordergoesharde (das spätere Amt Bredstedt)
8. Südergoesharde (das spätere Amt Husum)
9. Arensharde
10. Kroppharde
11. Hüttener Harde
12. Hohner Harde.

Eine besondere Stellung als dänisches Krongut nahmen die Gebiete Fræzlæt, Schwansen, Stapelholm, Kamp und Jarnwith ein, die in Waldemars Erdbuch dem Istathesyssel angehängt waren.